# Damon diadema
Damon diadema (лат.) — вид фринов, обитающий в центральной Африке, Кении и Танзании. Живёт в пещерах, расщелинах и под упавшими брёвнами. Тело плоское, имеет длину 4-28 мм. Размах ног составляет около 20 см. Передняя пара ног антеннообразная или тактильная.

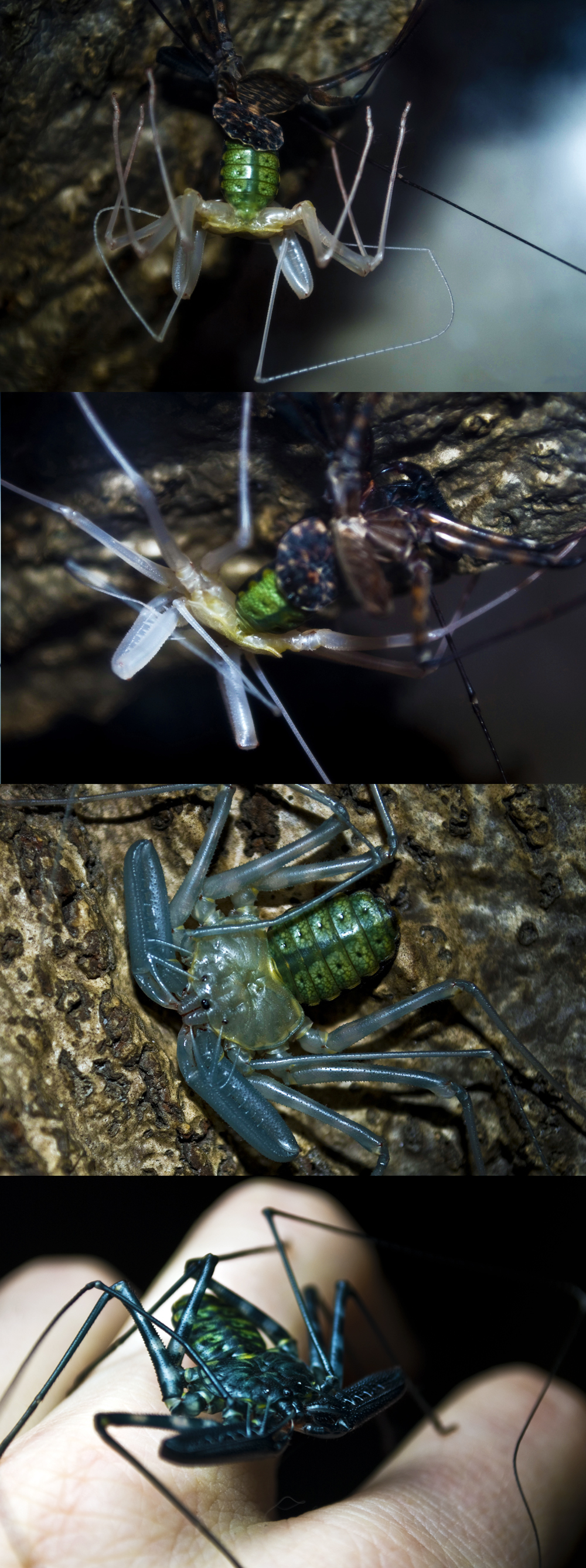
Процесс линьки

Наряду с Phrynus marginemaculatus демонстрируют некоторую социальность, нехарактерную для жгутоногих пауков. Матери африканского вида Damon diadema общаются со своим потомством и активно защищают его.
Согласно совершённым в XX веке наблюдениям Damon diadema имеют тазовые мешочки, характерные для большинства аптеригот, в частности для щетинохвосток, а также для таких многоножек, как симфилы и двупарноногие, или таких онихофор, как перипатусы и опистопатусы,. Эти органы используются в том числе для запасания воды из окружающей среды.